# سرود فیفا
سرود فیفا (یا FIFA Anthem) یک آهنگ بی‌کلام است که در ابتدای رویدادهای تحت نظارت فیفا پخش می‌شود، از جمله در مسابقات فوتسال و فوتبال (مانند بازیهای دوستانه بین‌المللی، جام جهانی یا هر مسابقه فوتبال دیگر مرتبط با فیفا). معمولاً سرود فیفا وقتی شرکت کنندگان وارد محوطه بازی می‌شوند پخش می‌شود. گاهی مواردی وجود دارد که ترانه دیگری به جای سرود فیفا به کار رفته‌است. در جام جهانی ۲۰۰۲ از سرودی اثر ونجلیس استفاده شد.
از زمان جام جهانی فوتبال ۲۰۱۸ و جام جهانی فوتبال زنان ۲۰۱۹، سرود جدیدی به نام «Living Football» زمانی که پرچم‌های ملی هر دو تیم و پرچم‌های فیفا وارد زمین می‌شوند، به عنوان موسیقی ورودی استفاده می‌شود و ترانه ارتش هفت ملت ساخته وایت استرایپس هنگام ورود بازیکنان پخش می‌شود.

## تاریخ

### سال‌های آغازین (۱۹۹۴–۲۰۰۴)
سرود فیفا نخستین بار در جام جهانی ۱۹۹۴ پخش شد. این آهنگ توسط فرانز لمبرت ساخته شده بود و ترانه ای بدون شعر بود، و توسط راب می و سایمون هیل تنظیم شد.

### نسخه بازسازی شده (۲۰۰۴–۲۰۱۸)
در سال ۲۰۰۴، این آهنگ دوباره توسط گوتا یاشیکی تنظیم شد و با صدای آکوستیک بهبود یافته ضبط شد و این نسخه ای است که در حال حاضر توسط FIFA قبل از شروع مسابقات استفاده می‌شود. این نسخه در جام‌های جهانی ۲۰۱۰ و ۲۰۱۴ فیفا مورد استفاده قرار گرفت، هرچند در جام‌ جهانی ۲۰۰۶ از نسخه ۱۹۹۴ استفاده شد.

### سرود جدید - Living Football
در سال ۲۰۱۸، فیفا به هانس زیمر و لورن بالفه سفارش کرد تا تم جدیدی را برای استفاده در جام جهانی ۲۰۱۸ فیفا در روسیه تهیه کنند. این تم «Living Football» نام گرفت که همزمان با شعار جدید فیفا، قبل از هر مسابقه در جام جهانی پخش می‌شد، زمانی که داوطلبان شروع به رونمایی از لوگوی غول پیکر جام جهانی ۲۰۱۸ کردند. سرود فیفا که همیشه وقتی بازیکنان به زمین استادیوم می‌رفتند، پخش می‌شد، با «ارتش هفت ملت»  از گروه وایت استرایپس جایگزین شد. این روند در تمام مسابقات بعدی نظارت شده فیفا از جمله مسابقات جام جهانی زنان زیر ۲۰ سال، جام جهانی زیر بیست سال ۲۰۱۹، جام باشگاه‌های جهان ۲۰۱۸ و جام جهانی زنان ۲۰۱۹ ادامه یافت.